# جیمز کالن برساک
جیمز کالن برساک (به انگلیسی: James Cullen Bressack) زاده ۱۹۹۲ در لس آنجلس تهیه‌کننده، فیلمنامه‌نویس و کارگردان فیلم آمریکایی است. او فرزند نویسنده برنده جایزه امی گوردون برساک و بازیگر صداپیشه آلن گرستل است.

## گزیده آثار کارگردانی
- شادی خالص من (۲۰۱۱)
- تئاتر دیوانگان (۲۰۱۲)
- ۱۳/۱۳/۱۳ (۲۰۱۳)
- به‌سوی جنیفر (۲۰۱۳)
- جرم نفرت (۲۰۱۳)
- تئاتر دیوانگان ۲ (۲۰۱۴)
- مخرب (۲۰۱۵)
- بتانی (۲۰۱۷)
- فراتر از قانون (۲۰۱۹)
- تماس (۲۰۲۰)
- زنده ماندن در بازی (۲۰۲۱)
- قلعه (۲۰۲۱)
- صندلی داغ (۲۰۲۲)
- تاریکی یک مرد (۲۰۲۳)